# IC 1623-1
IC 1623-1 — галактика типу I (нерегулярна галактика) у сузір'ї Кит.
Цей об'єкт міститься в оригінальній редакції індексного каталогу.